# 기장 나들목
기장 나들목(Gijang IC)은 부산광역시 기장군 일광읍 화전리에 설치된 동해고속도로의 2번, 부산외곽순환고속도로의 10번 나들목이다. 일광읍에 있다고 하여 요금소의 명칭을 따서 기장일광 나들목(Gijang-Ilgwang IC)이라고 지칭한다. 나들목 진출입로는 일광읍 이천리와 접하고 있다. 2017년 12월 28일 부산외곽순환고속도로 노포 분기점 ~ 기장 분기점 구간이 개통되면서 부산외곽순환고속도로의 나들목 역할도 병행하고 있다. 기장 분기점과 결합된 형태이다.
부산광역시도 제91호선 (국도 제14호선 중첩구간)과 연계되며 일광읍, 기장읍, 일광해수욕장 등지로 진출할 수 있다.

## 연혁
- 2000년 12월 11일 : 나들목 신설을 위해 부산광역시 도시계획시설 교통광장에 기장군 기장읍 일원을 기장 나들목으로 고시[1]
- 2006년 6월 5일 : 나들목 위치 변경으로 부산광역시 도시계획시설 교통광장에 기장군 일광면 화전리 일원을 기장 나들목으로 고시[2]
- 2008년 12월 29일 : 동해고속도로 부산 ~ 울산 구간 개통과 함께 영업 개시,[3] 당시에는 요금소 명칭이 일광 요금소였다.
- 2008년 12월 31일 : 부산광역시 도시계획시설 교통광장에 기장군 내리 일원을 기장 나들목으로 고시[4]
- 2009년 9월 26일 : 요금소 명칭이 기장일광 요금소로 변경
- 2017년 12월 28일 : 부산외곽순환고속도로 노포 ~ 기장 구간 개통과 함께 부산외곽순환고속도로의 나들목 역할도 병행[5]

## 구조물 정보
- 위치: 부산광역시 기장군 일광읍 화전리, 횡계리
- 영업소: 부산광역시 기장군 일광읍 기장대로 909-45

## 요금소 명칭
개통 당시에는 동해고속도로의 본선 요금소이자 해운대 나들목의 진출입 전용 요금소인 해운대송정 요금소의 명칭이 기장 요금소였기 때문에 명칭 혼동을 피하기 위해서 요금소 명칭이 일광 요금소로 결정되었는데, 이 때문에 나들목 명칭도 일광 나들목이라고도 불렸다. 이후 2009년 9월 26일에 현재의 기장일광 요금소로 변경되었다.

## 접속하는 도로
- 기장대로 (국도 제14호선, 부산광역시도 제91호선)
- 국도 제31호선

## 교통량 정보
부산외곽순환고속도로 개통과 함께 요금소가 이원화되어 있다. 동해고속도로와 연결된 진출입로 요금소는 부산울산고속도로에서 운영하며 부산외곽순환고속도로와 연결된 진출입로 요금소는 한국도로공사에서 운영한다. 이 때문에 두 요금소를 구분하기 위한 한국도로공사에서 운영하는 기장일광 요금소는 기장일광 (KEC) 요금소로 표기하여 구분하고 있다.
| 요금소                | 통행량 (대/일) | 통행량 (대/일)  | 통행량 (대/일)  | 통행량 (대/일)  | 통행량 (대/일)  | 통행량 (대/일)  | 통행량 (대/일)  | 통행량 (대/일)  | 통행량 (대/일)  | 통행량 (대/일)  | 각주  |
| 요금소                | 2008년         | 2009년          | 2010년          | 2011년          | 2012년          | 2013년          | 2014년          | 2015년          | 2016년          | 2017년          | 각주  |
| --------------------- | -------------- | --------------- | --------------- | --------------- | --------------- | --------------- | --------------- | --------------- | --------------- | --------------- | ----- |
| 일광 (폐쇄식)         | 724            | 기장일광 요금소 | 기장일광 요금소 | 기장일광 요금소 | 기장일광 요금소 | 기장일광 요금소 | 기장일광 요금소 | 기장일광 요금소 | 기장일광 요금소 | 기장일광 요금소 | [ 7 ] |
| 기장일광 (폐쇄식)     | 일광 요금소    | 3,429           | 3,762           | 3,939           | 4,261           | 4,719           | 4,815           | 1,201           | 645             | 614             | [ 7 ] |
| 기장일광 KEC (폐쇄식) | 미개통         | 미개통          | 미개통          | 미개통          | 미개통          | 미개통          | 미개통          | 미개통          | 미개통          | 3,623           | [ 7 ] |
| 요금소                | 2018년         | 2019년          |                 |                 |                 |                 |                 |                 |                 |                 | [ 7 ] |
| 기장일광 (폐쇄식)     | 498            | 407             |                 |                 |                 |                 |                 |                 |                 |                 | [ 7 ] |
| 기장일광 KEC (폐쇄식) | 6,708          | 8,106           |                 |                 |                 |                 |                 |                 |                 |                 | [ 7 ] |